# الجديدة (بدبدة)

تعديل مصدري - تعديل

الجديدة هي إحدى قرى عزلة بني شاكر بمديرية بدبدة التابعة لمحافظة مأرب، بلغ تعداد سكانها 185 نسمة حسب تعداد اليمن لعام 2004.